# Music for Cars
“Music for Cars”는 잉글랜드의 록 밴드 The 1975의 세 번째 익스텐디드 플레이(EP)이다. 2013년 3월 4일 더티 히트를 통해 발매하였다. 이튿날에는 배그랜트를 통해 미국에서 발매하였다. 이 EP는 밴드의 이름과 동명의 첫 정규 음반이 발매되기 전 나온 네 개의 EP 중 세 번째이다.

## 평가
“Music for Cars”는 대부분 긍정적인 평가를 받았다. 벤처 매그에서는 10점 만점 중 7점을 부여하였다.

## 트랙 리스트
| #  | 제목                  | 재생 시간 |
| -- | --------------------- | --------- |
| 1. | 〈Anobrain〉          | 1:53      |
| 2. | 〈Chocolate〉         | 3:43      |
| 3. | 〈HNSCC〉             | 2:31      |
| 4. | 〈Head.Cars.Bending〉 | 3:27      |
| 5. | 〈Me〉                | 4:35      |